# Пущаровский, Юрий Михайлович
Ю́рий Миха́йлович Пущаро́вский (18 [31] декабря 1916, Петроград — 3 мая 2018, Москва, Россия) — советский и российский учёный-геолог, профессор (1976), академик АН СССР (1984). Специалист в области региональной геологии и тектоники Евразии, океанов и приокеанических зон. Соавтор и редактор тектонических карт CCCP, Евразии, Арктики, Тихоокеанского сегмента Земли, Кубы, Карибского региона, Северной Евразии.
Основные направления работ:
- Разработка проблем глобальной тектоники
- Установление общих закономерностей строения и развития земной коры континентов, океанов, приокеанических зон и всей Земли
- Учение о тектонической расслоённости литосферы
- Научные программы геологических исследований в Мировом океане
- Работы в области нелинейной геодинамики.

## Биография
Юрий Михайлович Пущаровский родился 18 (31) декабря 1916 года в Петрограде, крестили его в Казанском соборе. Детство провёл в селе Сюкеево.
В 1924 году отец устроился работать экономистом в Наркомзем и семья переселилась в Москву.

### Образование
В 1931 году окончил семилетнюю школу и поступил в школу ФЗУ при заводе Серп и Молот, где учился до 1933 года.
В 1935 году сдал вступительные экзамены в МГРИ, месяц ходил на занятия, но не был зачислен (из-за того, что дед, С. Д. Пущаровский (1867—1903), был священником).
В 1936—1937 годах занимался на вечерних курсах подготовки к ВУЗу, где получил второй диплом о среднем образовании и познакомился с будущей женой.
В 1937—1941 годах учился в МГУ. Сначала на Географическом факультете, а после Крымской геологической практики 2 курса перевёлся на Геолого-почвенный факультет МГУ. Был отличником и сталинским стипендиатом. Диплом получил в 1943 году, в соответствии с постановлением правительства для фронтовиков, окончивших 4 курса ВУЗа.

### Великая Отечественная война
С 24 июля 1941 года служил в РККА. Обучался в летних лагерях училища при Военно-политической академии им. В. И. Ленина. С 11 сентября на Северо-Западном фронте в должности и. о. политрука роты. 21 сентября был ранен осколками в голову, до 2 января 1942 года был в госпитале.
Далее переведён из пехоты в авиацию, где стал начальником службы горюче-смазочных материалов (ГСМ) батальона аэродромного обслуживания. Там познакомился и подружился с Ю. А. Косыгиным, который его инспектировал.
В 1944 году стал начальником ГСМ всего района авиабазирования и получил звание техник-лейтенант. В декабре 1944 года был переведён из Польши в Москву — в топливный отдел штаба ВВС. Участник Парада Победы в Москве. Демобилизован в декабре 1945 года.

### Научная работа
В 1933—1934 годах — коллектор МГРИ.
1935—1937 — старший лаборант Ломоносовского института геохимии, кристаллографии и минералогии АН СССР. 4 месяца работал в Южно-Эмбенской нефтяной экспедиции в Западном Казахстане.
С 1946 года более 70 лет работал в Геологическом институте РАН (ИГН АН СССР, ГИН АН СССР, ГИН РАН):
- 1946—1968 — младший научный сотрудник
- В марте 1950 года защитил кандидатскую диссертацию по теме: «Стратиграфия и тектоника Внешней (скибовой) зоны Восточных Карпат»
- 1952—1953 — учёный секретарь института
- 1953—1969 — старший научный сотрудник
- 1959 — защита докторской диссертации по теме: «Приверхоянский краевой прогиб и мезозоиды Северо-Восточной Азии» (утверждена ВАК в 1960 году)
- 1960 — командировка в КНР для согласования работ по составлению тектонической карты Евразии (масштаб 1:5 000 000)
- 1964 — командировка в Демократическую Республику Вьетнам для проведения тектонических исследований
- 1965, 1968, 1974 — командировки на Кубу для проведения тектонических исследований и составления геологической карты Кубы масштаба 1:250 000 (1968, 1974)
- 1969—1988 — заведующий лабораторией тектоники океанов и приокеанических зон
- 1971 — командировка в Чили для проведения тектонических исследований
- 1973 — участник экспедиции на судне «Витязь» в Индийский океан
- 1976 — присвоено учёное звание профессор за подготовку аспирантов
- 1981—1990 — научный руководитель проекта «Литос» Государственной комплексной программы «Мировой океан»
- 1982—1986 — научный руководитель геологической экспедиции на острова Зелёного Мыса
- 1983—1990 — научный руководитель Восточной комплексной геологической экспедиции ГИН АН СССР
- Организатор и научный руководитель первых 2 десятков экспедиций на научном судне Академик Николай Страхов.

## Последние годы жизни
Занимал должности:
- Советник РАН.
- Руководитель группы тектоники океанов, Лаборатории тектоники океанов и приокеанических зон, Отдела Тектоники, ГИН РАН.
- Советник директора ГИН РАН.

С 25 марта 2017 года, после смерти Т. И. Ойзермана, был старейшим академиком РАН.
Скончался 3 мая 2018 года, в Москве. Похоронен на Донском кладбище (участок 4).

## Семья
Жена — Фаня Лейбович (1918—1996) — выпускница биологического факультета МГУ. В браке с 21 ноября 1940 года.
Сын — Дмитрий Пущаровский (род. 1944) — декан геологического факультета МГУ (с 2002), академик РАН (с 2008).

## Членство в организациях
- 1940—1941 — заместитель секретаря Комитета ВЛКСМ МГУ, в штате Московского комитета ВЛКСМ
- с 1950 — член МОИП, член совета и президиума, с 1987 года — почётный член
- 1951—1990 — член ВКП(б) / КПСС
- 1951 — председатель месткома Института геологических наук АН СССР
- с 1963 — член Межведомственного тектонического комитета АН СССР, с 1973 — заместитель председателя, с 1982 — председатель, с 1988 — почётный председатель
- 1964—1998 — Член научного совета АН СССР/РАН по комплексным исследованиям земной коры и верхней мантии. Член бюро Комиссии по международным тектоническим картам, в 1966—1968 годах — председатель секции «Тектоника»
- 1975 — Заместитель председателя экспертного совета по наукам о Земле ВАК при Совете Министров СССР
- c 1976 — член-корреспондент АН СССР
- c 1984 — действительный член АН СССР/РАН
- с 1988 — член бюро секции геологии, геофизики и геохимии Научного совета АН СССР
- с 2003 — член координационного совета РАН по наукам о Земле.

## Награды, звания и премии
- 1943 — Орден Красной Звезды
- 1943 — Медаль «За боевые заслуги»
- 1945 — Медаль «За победу над Германией в Великой Отечественной войне 1941—1945 гг.»
- 1948 — Медаль «В память 800-летия Москвы»
- 1959 — Медаль «100 лет Международной геофизике»
- 1963 — Орден «Знак Почёта» за успехи, достигнутые в развитии геологоразведочных работ, открытии и разведке месторождений полезных ископаемых[10]
- 1963 — Премия МОИП за монографию «Приверхоянский краевой прогиб и мезозоиды Северо-восточной Азии»
- 1965 — Юбилейная медаль «Двадцать лет Победы в Великой Отечественной войне 1941—1945 гг.»
- 1969 — Государственная премия СССР за Тектоническую карту Евразии и монографию «Тектоника Евразии»
- 1969 — Юбилейная медаль «50 лет Вооружённых Сил СССР»
- 1970 — Медаль «За доблестный труд в Великой Отечественной войне 1941—1945 гг.»
- 1970 — Медаль «В ознаменование 100-летия со дня рождения Владимира Ильича Ленина»
- 1974 — Золотая медаль имени А. П. Карпинского за работы по тектонике Тихоокеанского сегмента Земли
- 1974 — Премия МОИП за книгу «Введение в тектонику Тихоокеанского сегмента Земли»
- 1975 — Орден Трудового Красного Знамени в связи с 250-летием АН СССР[11]
- 1978 — Юбилейная медаль «60 лет Вооружённых Сил СССР»
- 1979 — Золотая медаль имени А. П. Карпинского за серию работ по теме «Тектоника океанов и приокеанических зон»
- 1980 — Знак Отличник разведки недр
- 1984 — Медаль «Ветеран труда»
- 1985 — Орден Отечественной войны I степени
- 1985 — Юбилейная медаль «Сорок лет Победы в Великой Отечественной войне 1941—1945 гг.»
- 1987 — Орден Трудового Красного Знамени за заслуги в развитии геологической науки, подготовке научных кадров и в связи с 70-летием со дня рождения
- 1987 — Знак Почётный разведчик недр
- 1995 — Государственная премия Российской Федерации в области науки и техники за цикл работ «Тектоническая расслоённость литосферы и региональные геологические исследования»[12]
- 1995 — Юбилейная медаль «50 лет Победы в Великой Отечественной войне 1941—1945 гг.»
- 1996 — Золотая медаль имени А. П. Карпинского за совокупность работ по региональной геологии, тектонике и геодинамике континентов и океанов
- 1996 — Медаль Жукова
- 1996 — Юбилейная медаль «300 лет Российскому флоту»
- 1997 — Медаль «В память 850-летия Москвы»
- 2000 — Медаль «За участие в военном параде в День Победы»
- 2003 — Премия имени Н. С. Шатского — За серию работ «Тектоника океанов, региональные и общие исследования»
- 2007 — Орден Почёта (Россия)[13].

### Учебные пособия
- Учебное пособие к тектонической карте Евразии : (Для студентов, изучающих курс «Геология СССР») / [Акад. А. Л. Яншин, Ю. М. Пущаровский, И. П. Палей и др.]. — Саратов : Изд-во Сарат. ун-та, 1978. — 171 с.; 20 см.

### Редакторская деятельность
- Главный редактор журнала «Геотектоника».
- 1968—1989 — член редколлегии, с 1982 года — заместитель главного редактора журнала «Природа».
- с 1989 — член редколлегии журнала «Доклады Академии наук».
- 1997 — Авторское свидетельство № 72 за открытие Усть-Вилюйского месторождения природного газа:
- 1951 — научное обоснование геолого-поисковых работ
- 1956 — экспериментальное подтверждение открытия